# Mitologia baskijska

Lauburu – baskijski symbol słońca

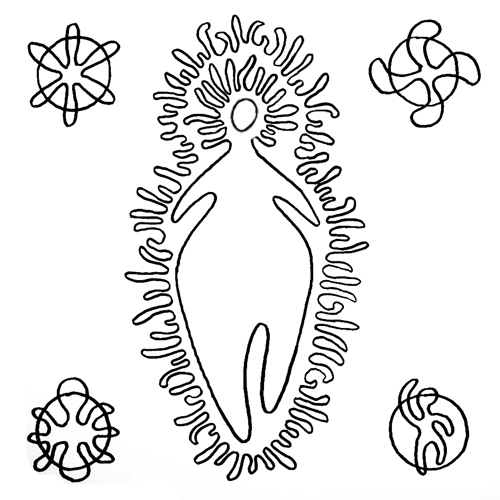
Wyobrażenie bogini Mari

Mitologia baskijska – politeistyczny zbiór wierzeń Basków. W największym stopniu wywodzi się prawdopodobnie ze starożytności. W postaci Mari z wierzeń baskijskich, która przetrwała do dziś, wyraźnie widać wpływy chrystianizacji, a także przedchrześcijańskich wierzeń okolicznych ludów. Z drugiej strony, w wielu praktykowanych tam współczesnych obrzędach chrześcijańskich wyraźnie widoczne są elementy wywodzące się z mitologii.
Ślady mitologii są wciąż obecne w baskijskiej kulturze i mentalności Basków. Wywodzi się z niej m.in. powszechne w Baskonii poszanowanie siły fizycznej i stawianie jej ponad przymiotami intelektu, a zwłaszcza ponad przebiegłością, którą przypisywano istotom złym.

## Wizja świata

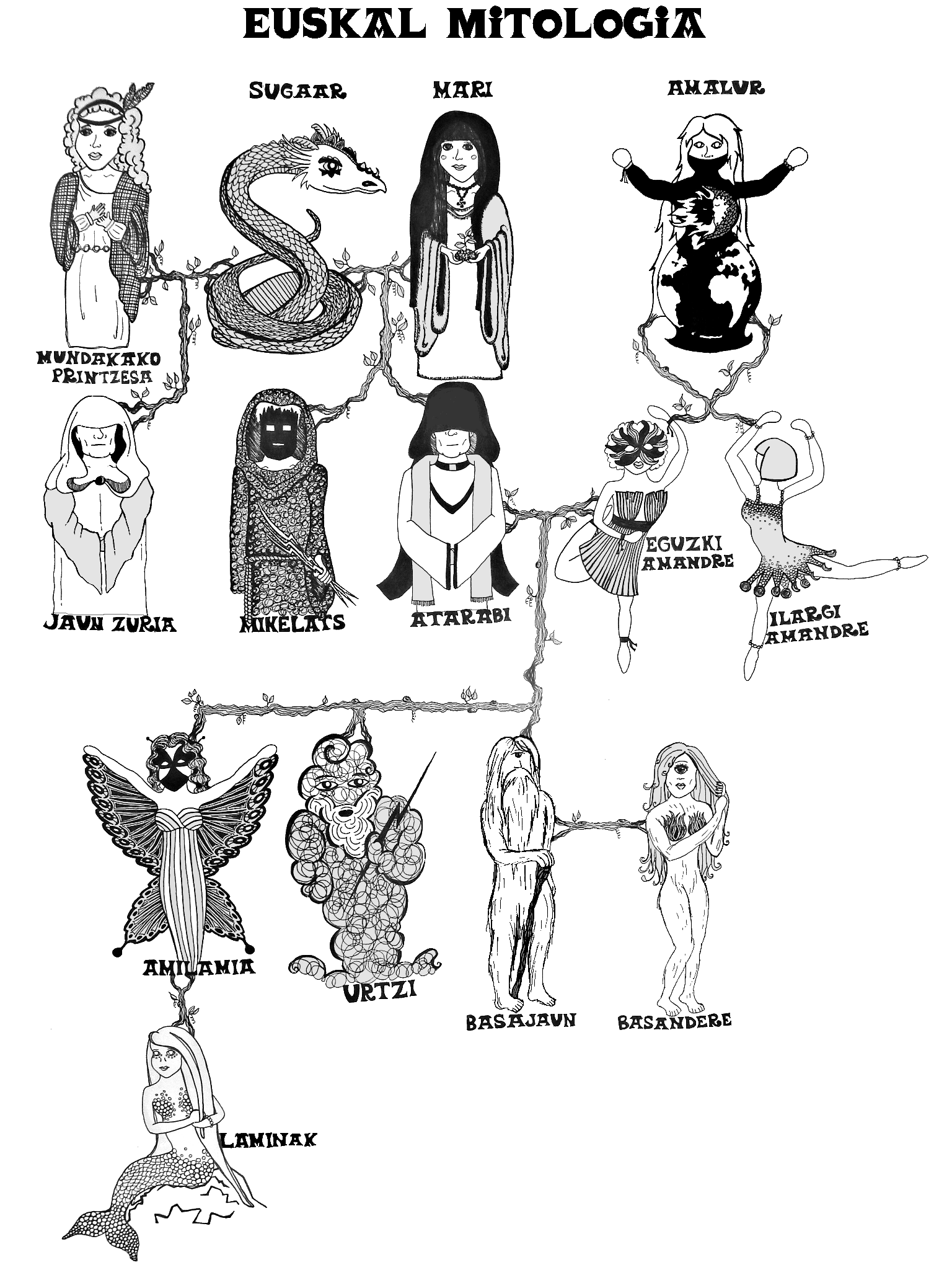
Drzewo genealogiczne z mitologii baskijskiej

Świat utożsamiano z wszechświatem, miał być na tyle wielki, że nawet Słońce nie docierało do jego krańców i zmęczone całodzienną wędrówką po niebie zanurzało się w wodach na zachód od Baskonii.
Istniały dwa kryteria podziału świata:
- na dwie domeny: dobra i zła, które utożsamiano ze światłem i ciemnością oraz z dniem i nocą;
- na trzy strefy:
  - podziemie – należące do dobrych i złych duchów oraz zmarłych;
  - powierzchnia ziemi – zamieszkana przez ludzi i istoty dobre, ale często odwiedzana przez mieszkańców podziemi;
  - niebo – należąca jedynie do słońca i księżyca, czasami odwiedzana przez najpotężniejsze bóstwa.

W mitologii baskijskiej panowało przekonanie, że wszystko powtarza się w nieskończonej liczbie cykli, a to, co istnieje, jest tylko kopią tego, co już było. Wszelkie zjawiska dzielono na dwie grupy:
- berezko – to, co dzieje się naturalnie, samo z siebie;
- aideko – to, co nadprzyrodzone.

Podstawą pojmowania świata była zasada Izena duen guztia omen da – wszystko, co posiada nazwę, istnieje.

## Życie i śmierć

### Moralność
Moralność propagowana przez baskijskie wierzenia opierała się na zbiorze następujących zasad: nie kłamać, nie kraść, nie być wyniosłym, nie przechwalać się, być słownym, być solidarnym, szanować bliźnich. W zestawieniu z dekalogiem chrześcijańskim widać brak dwóch przykazań: nie zabijaj i nie cudzołóż, ale podania i legendy baskijskie z reguły przedstawiają zabójstwo – o ile nie było dokonane na smoku lub krwiożerczym olbrzymie – zdecydowanie negatywnie.
Za nieprzestrzeganie tych zasad mogła człowieka spotkać kara ze strony sił nadprzyrodzonych za życia (na przykład nagła, przedwczesna śmierć) lub już po śmierci (błąkanie się duszy po świecie).

### Śmierć i pogrzeb
Przyczyną śmierci w wierzeniach Basków było albo nawiedzenie przez demony i duchy chorób, aidetikako albo padnięcie ofiarą przekleństwa lub czarów. Człowiek umierał, gdy złe moce stawały się silniejsze od chroniących go mocy dobrych. Jeżeli człowiek umierał w domu, gdy zbliżał się zgon, otwierano okno lub drzwi, by duszy łatwiej było opuścić ciało.
Śmierć, erioa lub orio, uważano za przejście ducha (który nie tracił zdolności myślenia i odczuwania) do nowej, pozamaterialnej rzeczywistości. Tam zmarły mógł trafić do świata podziemnego, ale mógł też wciąż pozostawać pomiędzy bliskimi, z którymi zamieszkiwał w jednym domu. W niektórych regionach Kraju Basków wierzono, że dusze wdzierały się do świata podziemnego przez rozpadlinę Azbi w górach Aralar pod postacią wiru powietrznego.
W chwili śmierci wszyscy obecni w domu przerywali wykonywane właśnie czynności, a osoby, które czuwały przy łożu zmarłego, „odwiedzały” zwierzęta domowe i przekazywały im wieść o śmierci członka rodziny. Jeśli zmarłym był pan domu (etxekojaun), jako pierwsze o jego odejściu dowiadywały się pszczoły.
W ceremonii pogrzebowej najważniejszą rolę odgrywała pani domu (etxekoandre), w którym mieszkał zmarły, lub – jeśli nie mogła wziąć udziału w pogrzebie – starsza, doświadczona kobieta mieszkająca w okolicy.
Zmarłych chowano tak, aby ich głowy znajdowały się po stronie wschodniej. Zwyczaj ten jest w wielu miejscach Kraju Basków kultywowany do dziś.

### Życie po śmierci
Ponieważ zmarli pozostawali między żywymi, nie znano pojęcia raju i piekła. Nie istniało też miejsce takie jak czyściec, do którego trafialiby po śmierci ludzie popełniający złe uczynki, aby po pewnym czasie doświadczyć szczęścia. Nie znaczy to jednak, że każdego po śmierci czekał ten sam los, niezależnie od tego, jak żył. Na przykład duszę człowieka, który łamał dane słowo, czekało po śmierci wieczne błądzenie po świecie.
Dusze zmarłych utożsamiano z płomieniami świec woskowych i podmuchami wiatru, a w niektórych regionach także z cieniami, co mogło być wierzeniem przejętym z mitologii rzymskiej. Stosunki między umarłymi a żywymi były serdeczne, pozbawione zazwyczaj elementu strachu.
Na ziemi zmarli ukazywali się zazwyczaj pomiędzy zachodem słońca a północą, zawsze aby załatwić konkretną sprawę albo odwiedzić dom, w którym mieszkali za życia. Przy tej okazji udzielali żyjącym domownikom różnorodnej pomocy, w zamian za co składano im ofiary z jedzenia (illen), ognia (suak) i monet, a sporadycznie także z żywych zwierząt. Najważniejsze były suak, zazwyczaj w postaci świec i zniczy, dzięki którym umarli nie musieli przebywać w wiecznych, nieprzeniknionych ciemnościach.

## Najważniejsze bóstwa
Baskowie nie znali pojęcia „najwyższego” Boga. Ponadto w języku baskijskim wszystkie słowa określające czynności religijne czy przedmioty o znaczeniu religijnym są zapożyczeniami z łaciny lub hiszpańskiego, gdyż nie istniała żadna forma kultu, nie budowano świątyń ani nie powoływano kapłanów. Istnieli jednak ludzie szanowani za wiedzę o przyrodzie (wokół której skoncentrowane były baskijskie wierzenia) i życiową mądrość, co miało ich czynić bliższymi światu nadprzyrodzonemu; określano ich mianem istot mitycznych, basajaunów. Nie byli to jednak kapłani, a raczej wróżbici i magowie. Rolę świątyni z kolei do pewnego stopnia odgrywał każdy dom (bask. etxe lub etxea), w pobliżu którego zazwyczaj wydzielano też kawałek ziemi na mały cmentarz rodzinny.

### Słońce

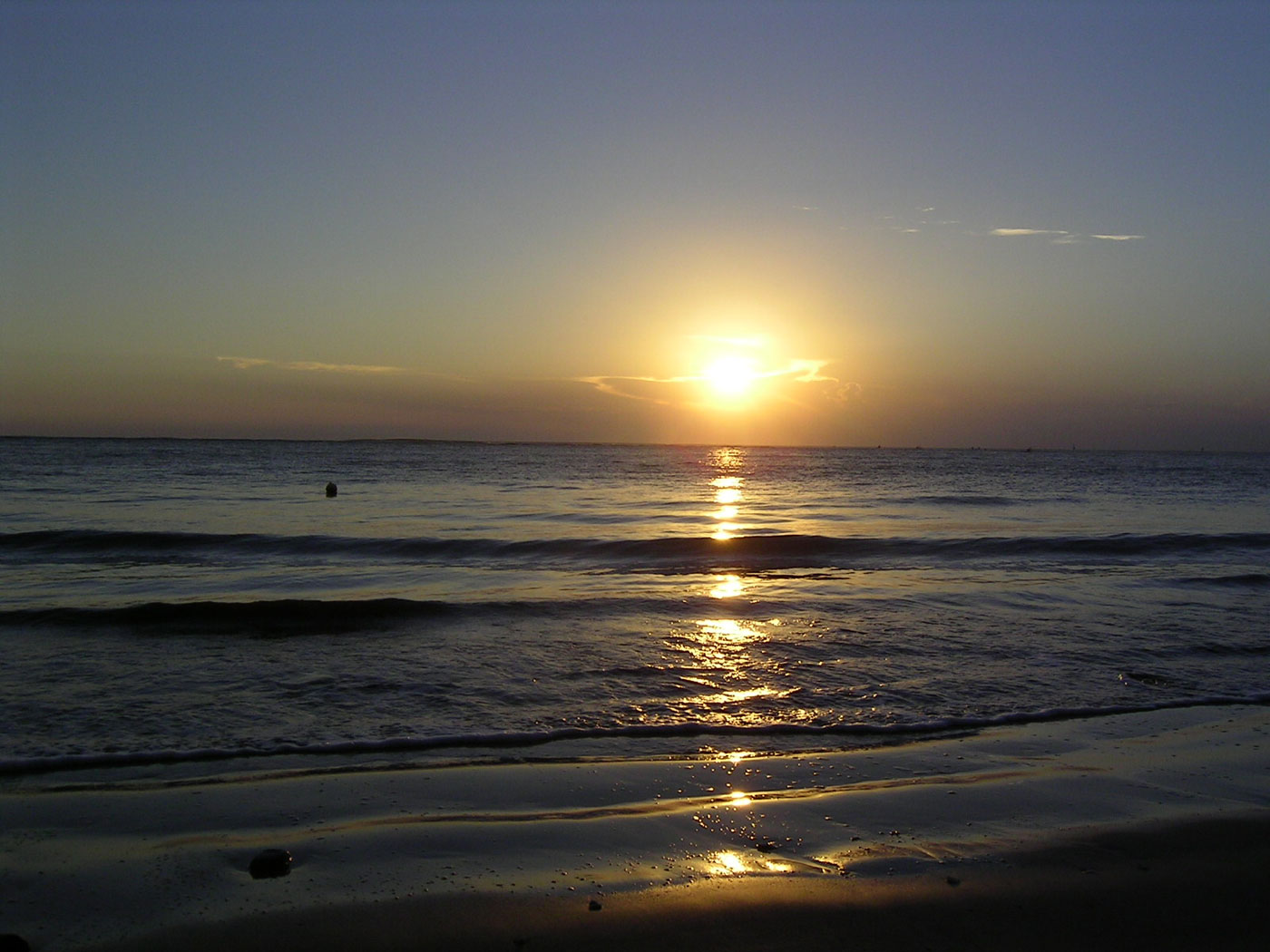
Słońce zachodzące nad morzem

W języku baskijskim słońce nosiło różne nazwy, w zależności od regionu: Euzkibegi, Eguski, Eguzki, Eguzku, Eki, Ekhi, Iki (ostatnie trzy uważane za uproszczenia słowa eguzki). Nie jest znane dokładne pochodzenie, ani znaczenie tych nazw; dla samego słowa Eguzki językoznawcy podają znaczenia m.in. „ten, który robi dzień”, „to, co posiada światło”, „materia świetlista”, „światło słoneczne”, „światło dzienne”. Niekiedy odnoszono się do słońca mianem Eguzki Amandrea – „Babcia Słońce”. Istnieje teoria, według której wszystkie nazwy słońca są w istocie eufemizmami, gdyż tabu nie pozwalało nazywać słońca wprost.
Słońce w wierzeniach Basków było rodzaju żeńskiego i być może w starożytności uważano je za córkę Ziemi. W dzień oświetlało właśnie ziemię, świat żywych, a w nocy – przesuwając się pod ziemią z powrotem na wschód – podziemny świat duchów i umarłych. Gdy zachodziło, żegnano je słowem agur (pol. „pa, pa”), by nie odchodziło zasmucone. Symbolizowane było przez osty, którym przypisywano moc chronienia przed złymi mocami, swastykę, koła (koncentryczne i ze szprychami), gwiazdy pięcioramienne i elipsy.
Ślady kultu solarnego widać też w sposobie, w jaki Baskowie budowali domy – stawiano je w taki sposób, by główne wejście skierowane było na wschód i mogły przez nie wpaść do domu pierwsze promienie słoneczne.
Nie istniały wyobrażenia podobne do istniejących w mitologii greckiej czy rzymskiej, kojarzące słońce z rydwanem, ani – jak w mitologii egipskiej – ze słoneczną barką. W średniowieczu, za czasów intensywnej chrystianizacji, zaczęto jednak – przynajmniej sporadycznie – utożsamiać je z Matką Boską.

#### Noc świętojańska
Baskowie, podobnie jak wiele innych ludów, poświęcili słońcu noc przesilenia letniego. Od chrześcijańskiej nazwy tego święta wzięło się kolejne imię, którym nazwano słońce: Joanes czyli Jan. Popularność kultu solarnego przełożyła się w ten sposób na popularność świętego Jana, któremu poświęcony jest kościół lub kaplica w większości baskijskich miejscowości.
| Modlitwa odmawiana w dzień przesilenia letniego podczas ceremonii obnoszenia po uprawach płonących snopów siana \| Gure soloan lapurrik ez, badago bere erre beitez, disitele zapoak, sugeak erre, erre eta deste txarrak erre, erre. \| \| Na naszych polach nie ma rabusiów, a jeśli są, niech się spalą, dzikie zwierzęta, ropuchy i żmije niech się spalą, niech się spalą, niech zaraza też się spali, niech się spali. \| |  | |
| Gure soloan lapurrik ez, badago bere erre beitez, disitele zapoak, sugeak erre, erre eta deste txarrak erre, erre. |  | Na naszych polach nie ma rabusiów, a jeśli są, niech się spalą, dzikie zwierzęta, ropuchy i żmije niech się spalą, niech się spalą, niech zaraza też się spali, niech się spali. |

W niektórych rejonach Baskonii wszyscy mieszkańcy miejscowości zbierali się na najbliższym wzniesieniu, by wspólnie oglądać wschód słońca i przywitać je tańcem. Chodzenie boso po rosie w poranek po nocy świętojańskiej miało gwarantować zdrowie. O poranku dokonywano też rytualnych, zbiorowych ablucji. Istotna w świętojańskich obrzędach była też rola ognia. Poza znanymi w wielu kulturach skokami nad ogniskiem, co miało zapewnić zdrowie i szczęście, praktykowano na przykład wrzucanie do palenisk zębów mlecznych i ziaren zboża czy zabieranie do domów płonących lub żarzących się gałązek, które miały chronić pola i narzędzia rolnicze przed złodziejami i złymi duchami. W niektórych rejonach wierzono, że popioły ze świętojańskich ognisk są najlepszym lekiem na krosty.
Istotne w wielu obrzędach były także rośliny, zwłaszcza paprocie, których listki rozsypywano przed domem i oset, który zawieszano nad wejściem do domu i obory.
Ważna część obrzędów świętojańskich miała miejsce w nocy. Wierzono, że o północy kamienie przemieniały się w chleb, a woda w wino. Komu udałoby się zdobyć przemienione kamienie i wodę, do końca życia nie musiałby się obawiać głodu ani pragnienia, ale pośpiech lub spóźnienie groziły człowiekowi przemianą w gisotsu, wilkołaka.
W czasach chrześcijańskich wykształcił się zwyczaj święcenia w kościele w dniu przesilenia letniego ofiar z owoców, kukurydzy i kwiatów i zanoszenia ich do domu, gdzie suszono je, by spalić w czasie burzy; miało się w ten sposób zyskiwać wstawiennictwo św. Jana w obronie przed piorunami. Także wrzucanie do ogniska zboża i zębów przybrało wymiar ofiary składanej św. Janowi. W osadzie Sara zachował się ponadto zwyczaj odmawiania różańca podczas obchodzenia świętojańskiego ogniska, które w tej właśnie osadzie rozpalano wyłącznie ciernistymi roślinami i przynajmniej jedną gałązką wawrzynu; w pozostałej części Baskonii zazwyczaj nie przykładano do tego większej wagi.

#### Boże narodzenie
Boże Narodzenie, blisko powiązane z przesileniem zimowym (21 grudnia), jest kolejnym świętem chrześcijańskim, z którym w Kraju Basków związane są lokalne obrzędy wywodzące się ze starożytnego kultu Słońca.
W języku baskijskim istnieją cztery nazwy Bożego Narodzenia: Olentzaro, Xubilaro (Pora Pnia) Eguberri (Dobra Noc), Gabon (również Dobra Noc). Dwa ostatnie pojawiły się stosunkowo niedawno, są dosłownymi tłumaczeniami hiszpańskiego Nochebuena, ale Olentzaro i Xubilaro wywodzą się najprawdopodobniej z czasów przedchrześcijańskich.
Mityczny Olentzaro był potworem, do którego odstraszania używane było polano obrzędowo spalane w kominku domu, początkowo w dniu przesilenia zimowego, a od średniowiecza w Wigilię Bożego Narodzenia. Płomień miał uniemożliwić Olentzaro wdarcie się do domostwa przez komin. Poza ochroną przed olbrzymem polano miało też wpływ na zdrowie i płodność zwierząt (patrz: ramka).
W niektórych rejonach Kraju Basków popiół po polanie rozrzucano po pastwiskach, dzięki czemu w stadzie owiec miało się rodzić więcej samic, lub wrzucano do ognia, a następnie przygotowywano z niego wywar, który miał mieć leczniczy wpływ na chore wymiona krowie.

### Księżyc

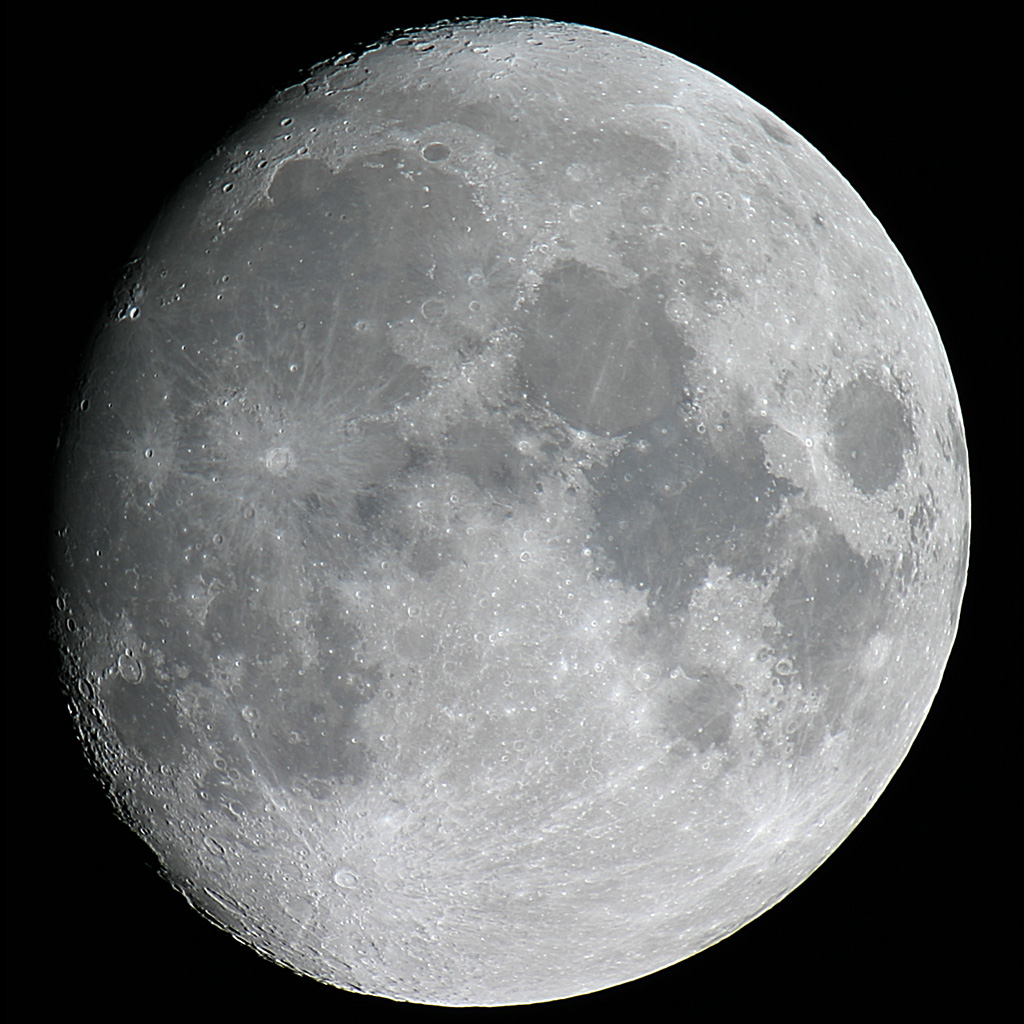
Księżyc

Księżyc po baskijsku najczęściej nazywano Illargi lub Ilargui (są to standardowe nazwy Księżyca w dzisiejszym języku baskijskim), ale w dolinie Roncalu na północ od Pampeluny nadano mu nazwy Goiko, Arguizari i Arguizagoi. Odnotowano także nazwy Ilazki, Iratagi i Argitai.
Nazwy Illargui/Illargi zawierają dwa człony: argui, „światło” (a konkretnie: „światło słabe i zimne”; światło ciepłe i intensywne z kolei nazywano egu) oraz illa, „miesiąc”, wywodzące się prawdopodobnie z ill lub il, któremu to słowu językoznawcy przypisują różne znaczenia: „ciemność”, „umarły”, „śmierć”, „miesiąc” lub po prostu „księżyc”.
Lunarnego boga uważano za córkę Ziemi. Miał szczególną moc, dzięki której na przykład w czasie ostatniej kwadry najlepiej było ścinać dęby, ubijać świnie i strzyc owce – miało to zapewnić najlepszą jakość drewna, mięsa i wełny. Ludzie i zwierzęta poczęci w czasie pierwszej kwadry mieli być płci męskiej, a w czasie ostatniej kwadry – żeńskiej. Najlepszy los czekał po śmierci tych, którzy umarli w nowiu.
Po nastaniu w Baskonii religii chrześcijańskiej pojawiły się wierzenia, iż Księżyc jest twarzą chrześcijańskiego Boga.
Księżycowi poświęcony był piątek, dzień pechowy, w który nie należało m.in. wyprowadzać stad na pastwiska czy zawierać związków małżeńskich.

### Niebo
Rola nieba w mitologii Basków nie jest do końca jasna, ale prawdopodobnie również miało rangę boską. Główny tego dowód jest natury etymologicznej: aż do XVI wieku baskijscy chrześcijanie nazywali Boga Urcia, które to słowo jest według lingwistów związane ze słowami ortzea, „niebo” i ortzia, „nieboskłon”, a także oraizki, „jasność”.

### Mari
Mari, Maiti, Matxi – najważniejsze bóstwo w mitologii Basków mające cechy czysto ludzkie, bogini przyrody, żona boga Maju/Sugaara, personifikacja wielkości i majestatu gór, władczyni duchów i demonów, piorunów i błyskawic.

### Sugaar
Sugaar, Sugoi, Suarra – boska istota utożsamiana z Maju, władca lamii.

## Inne bóstwa i istoty fantastyczne
- Basajauny
- Gaueko
- Gentile
- Herensugue
- Inguma
- Lamie
- Mamarro
- Tartalo